# Stanibor
Stanibor – staropolskie imię męskie, złożone z członu Stani- ("stać, stać się, stanąć") oraz członu -bor ("walczyć, zmagać się"). Mogło oznaczać "ten, który zostanie sławnym wojownikiem".
Stanibor imieniny obchodzi 15 maja.